# MPR 500

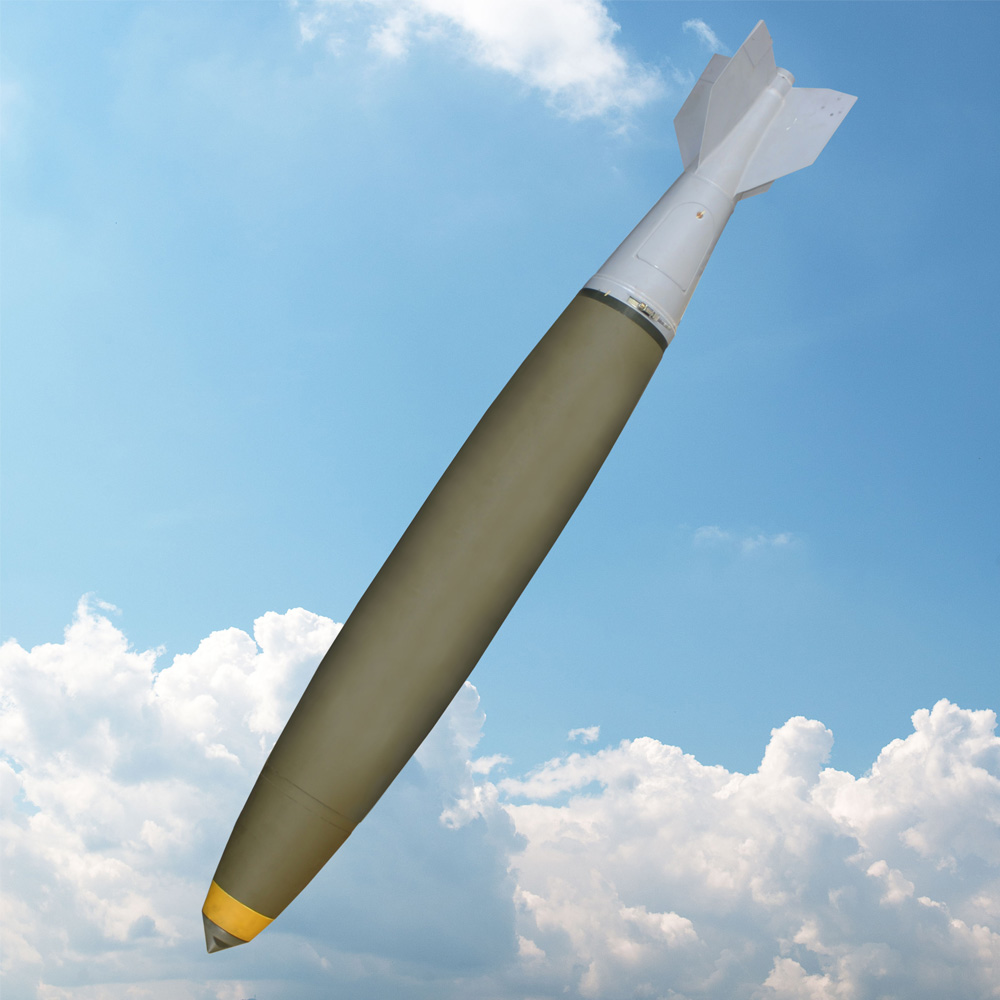
MPR 500 bomba JDAM irányító készlettel felszerelve

Az MPR 500 egy ötszáz font (227 kg) névleges tömegű légibomba, amelyet az izraeli Elbit Systems fejleszt és gyárt. A bomba külső kialakítását és megjelenését tekintve nagy mértékben hasonlít a széles körben elterjedt amerikai Mk 82 típusú légibombához, lényegében annak izraeli gyártású megfelelőjének tekinthető. A gyártó szerint a bombáik megbízhatósága több mint 95%-os, és akár egy méternyi vasbeton fedezéken is képesek áthatolni. A robbanást követően a bomba legalább 26 ezer repeszt hoz létre fokozva pusztító hatást. Az Elbit Systems szerint a bomba átütő és pusztító képessége a négyszer nehezebb Mk 84 típusú bombáéval egyenértékű.
Az MPR 500 teljesen kompatibilis a JDAM, Lizard, Griffin III, REST valamint a Paveway II irányító rendszerekkel, amelyekkel precíziós fegyverré alakítható.